# (1597) Laugier
(1597) Laugier est un astéroïde de la ceinture principale.

## Description
(1597) Laugier est un astéroïde de la ceinture principale. Il fut découvert par l'astronome français Louis Boyer le 7 mars 1949 à Alger en Algérie. Il présente une orbite caractérisée par un demi-grand axe de 2,84 UA, une excentricité de 0,0915 et une inclinaison de 11,81° par rapport à l'écliptique.
Il fut nommé en hommage à l'astronome française Marguerite Laugier.

## Compléments